# Villa claripennis
Villa claripennis är en tvåvingeart som först beskrevs av Kowarz 1868.  Villa claripennis ingår i släktet Villa och familjen svävflugor. Inga underarter finns listade i Catalogue of Life.